# Benson (Pensilvania)
Benson es un borough ubicado en el condado de Somerset en el estado estadounidense de Pensilvania. En el año 2000 tenía una población de 194 habitantes y una densidad poblacional de 240.6 personas por km².

## Geografía
Benson se encuentra ubicado en las coordenadas 40°12′02″N 78°55′40″O / 40.20056, -78.92778.

## Demografía
Según la Oficina del Censo en 2000 los ingresos medios por hogar en la localidad eran de $35,000 y los ingresos medios por familia eran $45,000. Los hombres tenían unos ingresos medios de $30,208 frente a los $16,000 para las mujeres. La renta per cápita para la localidad era de $14,232. Alrededor del 14.9% de la población estaba por debajo del umbral de pobreza.